# Бог подсвести: психотерапија и религија (књига)
Бог подсвести: психотерапија и религија (енгл. Der Unbewusste Gott: Psychotherapie und Religion) је стручна књига из логотерапије аустријског неуролога и психијатра Виктора Емила Франкла (енгл. Viktor E. Frankl) (1905–1997) објављена 1974. године. Српско издање књиге је први пут објавило Издавачко предузеће "Жарко Албуљ" 2001. године у преводу Драгана Петровића.

## О аутору
Виктор Е. Франкл рођен 1905. године је био професор неурологије и психијатрије. Током другог светског рата боравио је у неким од најокрутнијих концентрационих логора и након тога посветио се развијању егзистенцијалистичког правца у третирању најосетљивијих питања људског постојања – логотерапије. Франкл је био професор на универзитетима у Бечу и у Сједињеним Америчким Државама, као и начелник Бечке неуролошке клинике и председник Аустријског друштва психијатара.
Најпознатије књиге Виктора Франкла преведене на српски језик: Нечујан вапај за смислом, Бог Подсвести, Како пронаћи смисао живота, Психотерапија и егзистенцијализам и Човекова потрага за смислом.
Франкл је умро 1997. године.

## О делу
Књига Бог подсвести: психотерапија и религија је настала из предавања која су одржана непосредно после Другог светског рата пред групом бечких интелектуалаца. Прво издање појавило се 1948. године. На позив издавача да се књига поново објави, из својих каснијих публикација је изабрао материјал о истој граничној тематици између психотерапије и теологије и тако га изнео у облику додатка. Сматрао је да у времену осећања бесмислености, масовном неурозом, која се непрестано шири, не може да занемари конфротацију психотерапије с теологијом.
Аутор у књизи варира основе логотерапијског правца, ослањајући се на идеју егзистенцијалистичке анализе која може и треба да пробуди осећање смисла људског испуњења. Књига је и дело које позива на самопреиспитивања која се тичу питања савести и религиозности, сугеришући један могући приступ духовној подсвести.
Франкл у књизи на један комплексан начин приступа проблемима савремене личности, не занемарујући духовно-религијску димензију човека, његову жељу за смислом живљења, али и одолевајући искушењу да понуди универзалне рецепте за спас. Он не прописује “исправан” или “смислен” начин живота него храбри појединца да открије, пронађе и проживи свој властити смисао постојања, да преузме одговорност како пред другима, тако и пред Богом и својом савешћу, за свој избор смисла и за свој начин самопревазилажења.